# IMG (azienda)
L'International Management Group (IMG) è una società statunitense con sede a New York, fondata nel 1960 da Mark McCormack, specializzata in consulenza legale e marketing sportivo.

## Storia
IMG è stata fondata nel 1960 a Cleveland (Ohio) da Mark McCormack, un avvocato statunitense che grazie alle sue abilità era in grado di aumentare in modo elevato le entrate e i guadagni degli atleti, tramite le entrate pubblicitarie e l'endorsement. Ha iniziato ingaggiando i golfisti Arnold Palmer, Gary Player e Jack Nicklaus come suoi primi clienti, conosciuti collettivamente come The Big Three. Nel 2003 è morto all'età di 73 anni e l'anno successivo l'azienda Forstmann Little, di cui Theodore J. Forstmann era l'amministratore, ha acquisito la IMG; Forstmann è rimasto presidente e amministratore delegato fino alla sua morte alla fine del 2011.
Nel 2005, IMG era rappresentata da 2.200 dipendenti in 30 paesi, in Germania e altrove a Monaco di Baviera, Berlino e Mannheim. Nel 2006, IMG ha acquisito Nunet AG, un fornitore di servizi di televisione mobile per operatori di rete mobile in tutto il mondo. I clienti del CMS di Nunet includono attualmente: Vodafone, Proximus, Vodacom. Mentre i contenuti distribuiti attualmente includono le reti MTV, Fashion TV, Eurosport e Discovery Networks.
Nel novembre 2007, ha acquisito Host Communications con sede nel Kentucky, una compagnia che comprendeva una vasta quantità di servizi differenti, tra cui il marketing sportivo. Le attività legate allo sport sono state combinate con la Collegiate Licensing Company (CLC) per poi formare l'IMG College, mentre la divisione di gestione dell'associazione è stata ribattezzata IMG Associations. Il 15 ottobre 2010, IMG ha assorbito ISP, titolare dei diritti multimediali per più di 50 università con sede a Winston-Salem, (Carolina del Nord), poi divenuta sede della IMG College.
Il 18 dicembre 2013, IMG è stata acquisita dalle società William Morris Endeavor e Silver Lake Partners con un accordo da 2,2 miliardi di dollari. Ari Emanuel e Patrick Whitesell di WME sono gli attuali amministratori delegati di IMG.
Il gruppo attualmente IMG è suddiviso nelle aree di attività dello sport, intrattenimento e media. Non solo ha a disposizione agenti sportivi che rappresentano gli atleti, ma anche figure come relatori, scrittori e fotomodelle. Inoltre, IMG funge da organizzatore e avvia produzioni televisive.

### Sede
IMG aveva originariamente sede nel centro di Cleveland in un complesso costruito nel 1965 dalla parte opposta della strada rispetto alla Erieview Tower. Quando è stato costruito l'IMG Center, originariamente ospitava la Cuyahoga Savings Bank, che è stata acquisita da Charter One Bank nel 1998. Nel 1997, IMG ha rinnovato l'edificio della Cuyahoga Savings Bank e lo ha ribattezzato IMG Center. A livello stradale hanno uno schermo di proiezione che mostra le loro attività, eventi e clienti, con immagini che vanno dalle gare di Formula 1 al golf. In seguito all'acquisizione di IMG da parte di Forstmann Little, la sede è rimasta a Cleveland (Ohio) per diversi anni fino al trasferimento ufficiale negli uffici della sua nuova società madre a New York, nel 2010, sebbene l'IMG Center si trovi ancora sulla East Ninth Street a Cleveland.
Ad oggi IMG conta quasi 70 sedi in tutto il mondo; le principali si trovano ad Atlanta, New York, Beverly Hills, Singapore e Sydney. In Italia è presente una sede a Milano.

## IMG Digital Media
IMG Digital Media è una filiale al 100% dell'agenzia di marketing IMG con sede a Colonia. Si occupa di tutti i progetti relativi ai media in tutto il mondo e rappresenta i diritti di marketing e distribuzione televisiva delle organizzazioni sportive e culturali in tutto il mondo. IMG Digital Media offre programmi TV da eventi come l'America's Cup, il Torneo di Wimbledon, la Premier League inglese, i British Open o la Coppa del mondo di rugby al Premio Nobel per la pace. I programmi TV sono distribuiti in oltre 200 paesi. Ogni anno vengono prodotte e distribuite più di 32.000 ore di contenuti.
IMG Digital Media è diventata il più grande produttore e distributore indipendente al mondo di trasmissioni sportive in diretta, uno specialista nell'area dell'archivio e dei media interattivi. IMG Digital Media si occupa anche di numerosi eventi culturali e sviluppa i propri formati di spettacolo e intrattenimento.

## IMG Sports
Nello sport la filiale di Amburgo IMG GmbH produce l'edizione online della rivista sportiva Sport Bild in collaborazione con Axel Springer Verlag. Oltre al club di hockey su ghiaccio Kölner Haie, sono sponsorizzati gli atleti tedeschi Thomas Rupprath, Bernhard Langer, e anche internazionali come Tiger Woods e Marija Šarapova. La sponsorizzazione della squadra Turn- und Sportverein München von 1860 è stata rilevata da IMG nel 2005 e terminata nel 2011 dopo l'investimento di Hasan Ismaik. Anche la sponsorizzazione del club di calcio 1. FC Köln si è conclusa il 31 maggio 2014. Tuttavia, dal 2011 esiste ancora una cooperazione con le società calcistiche di quarta divisione tedesca FSV Frankfurt e FC Rot-Weiß Erfurt.
Dal 1994 IMG detiene in esclusiva i diritti di sponsorizzazione degli eventi di pattinaggio artistico organizzati dall'ISU.
IMG Sports ha commercializzato inoltre tutti i prodotti e servizi sportivi per conto della UEFA in Germania come principale licenziatario del Campionato europeo di calcio 2016.
IMG è anche advisor esclusivo per la distribuzione internazionale dei diritti media del Giro d’Italia e di tutte le altre gare del pacchetto di RCS MediaGroup. La partnership è stata inaugurata nel 2013 ed ha permesso alla Corsa Rosa di aumentare la propria visibilità internazionale sbarcando in 200 Paesi. Si protrarrà dunque fino a fine 2025.

### IMG Academy
Negli Stati Uniti, il gruppo IMG gestisce un'accademia con sede a Bradenton (Florida) la cui formazione è riconosciuta a livello internazionale, in particolare nel tennis professionistico. Stabilita nel 1978, è nata con un concetto pionieristico noto come Nick Bollettieri Tennis Academy (poi acquisita da IMG e oggi nota come IMG Academy). Essa consiste in un collegio scolastico che sviluppa giovani talenti sportivi, prevede anche un programma post-diploma per la preparazione pre-college. Gli sport presenti nel programma sono: tennis, football americano, calcio, baseball, pallacanestro, lacrosse e atletica leggera.
Nell'ambito del tennis il campus dispone di 35 campi in cemento all'aperto, 5 campi in cemento al coperto e 16 campi in terra battuta verde. Nel 1987, trentadue studenti o ex studenti dell'accademia partecipavano al sorteggio del prestigioso torneo di Wimbledon e ventisette agli US Open. Alcuni di loro sono stati Andre Agassi, Monica Seles, Jim Courier, Kei Nishikori, Anna Kurnikova, Serena Williams e Marija Sarapova.

## IMG Entertainment
Nell'area dell'intrattenimento IMG, l'agenzia di moda IMG Models ha lavorato con Heidi Klum e Kate Moss.

## IMG Consulting
IMG Consulting fornisce consulenza a società internazionali sulle loro attività di sponsorizzazione globale. Inoltre, questo dipartimento fornisce consulenza a governi, città, associazioni e club sullo sviluppo e la gestione dei progetti di impianti sportivi (ad es. Stadi di calcio, arene polivalenti) e sull'applicazione e attuazione dei principali eventi sportivi (ad es. Olympia, FIFA WC, UEFA) EURO).